# Trichotichnus
Trichotichnus es un  género de coleópteros adéfagos de la familia Carabidae.
El hábitat es bosques caducos. Son de distribución mundial, casi 90 por ciento se encuentran en Asia. Hay 250 especies en 6 subgéneros.

## Especies
Comprende las siguientes especies:
- Trichotichnus abei Morita, 1997
- Trichotichnus allorensis (Schauberger, 1935)
- Trichotichnus alpinus Morita, 1997
- Trichotichnus altus Darlington, 1968
- Trichotichnus amagisanus N.Ito, 2005
- Trichotichnus amazeus (Clarke, 1971)
- Trichotichnus angustatostriatus N. Ito, 1999
- Trichotichnus anisodactyloides N.Ito, 2000
- Trichotichnus anthracinus Landin, 1955
- Trichotichnus aquilo Andrewes, 1930
- Trichotichnus arcuatomarginatus N.Ito, 2000
- Trichotichnus armiger Morita, 1997
- Trichotichnus asper Morita, 1997
- Trichotichnus assamensis (Schauberger, 1935)
- Trichotichnus autumnalis (Say, 1823)
- Trichotichnus baehri N.Ito, 1997
- Trichotichnus batesi Csiki, 1932
- Trichotichnus bicolor Tschitscherine, 1906
- Trichotichnus birmanicus Bates, 1892
- Trichotichnus bousqueti N. Ito, 1998
- Trichotichnus bouvieri Tschitscherine, 1897
- Trichotichnus brandti Darlington, 1968
- Trichotichnus brevicollis N. Ito, 1998
- Trichotichnus brunneiventralis N.Ito, 1999
- Trichotichnus brunneomarginatus N. Ito, 1998
- Trichotichnus brunneus N. Ito, 1998
- Trichotichnus calathiformis N. Ito, 1999
- Trichotichnus celebensis (Schauberger, 1933)
- Trichotichnus chinensis Fairmaire, 1886
- Trichotichnus choukaisanus N.Ito, 2005
- Trichotichnus chugokuensis N. Ito, 1996
- Trichotichnus chuji Jedlicka, 1949
- Trichotichnus circumtinctus (Andrewes, 1929)
- Trichotichnus claripes Lorenz, 1998
- Trichotichnus congruus Motschulsky, 1866
- Trichotichnus consor Tschitscherine, 1897
- Trichotichnus cordaticollis Schauberger, 1936
- Trichotichnus coruscus Tschitscherine, 1895
- Trichotichnus cribripennis (Schauberger, 1935)
- Trichotichnus curticornis N. Ito, 1999
- Trichotichnus curtipennis Schauberger, 1936
- Trichotichnus curtus Tschitscherine, 1906
- Trichotichnus curvatus N. Ito, 1996
- Trichotichnus cyanescens N. Ito, 1998
- Trichotichnus cyrtops Tschitscherine, 1906
- Trichotichnus daibosatsunis Kasahara, 1991
- Trichotichnus daisenus Habu, 1973
- Trichotichnus davidi Tschitscherine, 1897
- Trichotichnus debilistriatus N.Ito, 1997
- Trichotichnus delavayi Tschitscherine, 1897
- Trichotichnus delicatus Darlington, 1968
- Trichotichnus demarzi Baehr, 1983
- Trichotichnus denarius Darlington, 1968
- Trichotichnus denticollis Schauberger, 1936
- Trichotichnus depressus N. Ito, 1996
- Trichotichnus dichrous (Dejean, 1829)
- Trichotichnus doiinthanonensis N.Ito, 1997
- Trichotichnus dux Darlington, 1968
- Trichotichnus edai Jedlicka, 1952
- Trichotichnus eikoae Morita, 1997
- Trichotichnus emarginatibasis N. Ito, 1998
- Trichotichnus emarginatus Andrewes, 1930
- Trichotichnus emeiensis Kataev & N. Ito, 1999
- Trichotichnus fedorenkoi Kataev & N. Ito, 1999
- Trichotichnus flavipes Tschitscherine, 1906
- Trichotichnus flavomarginatus N.Ito, 2002
- Trichotichnus formosanus Jedlicka, 1949
- Trichotichnus formosus Schauberger, 1935
- Trichotichnus fortis (Darlington, 1968)
- Trichotichnus foveicollis N. Ito, 1998
- Trichotichnus fukiensis Jedlicka, 1956
- Trichotichnus fukuharai Habu, 1957
- Trichotichnus fulgidius N.Ito, 1991
- Trichotichnus furihatai Morita, 1997
- Trichotichnus glabellus Andrewes, 1930
- Trichotichnus glaber (Darlington, 1968)
- Trichotichnus globulipennis Schauberger, 1935
- Trichotichnus gracilis Morita, 1997
- Trichotichnus gracilitibialis N. Ito, 1999
- Trichotichnus guttula Darlington, 1968
- Trichotichnus hakusanus N.Ito, 2005
- Trichotichnus hasensis N.Ito, 2001
- Trichotichnus hayakawai Morita, 1997
- Trichotichnus hayashii N. Ito, 1999
- Trichotichnus hedini Schauberger, 1936
- Trichotichnus hiekei N.Ito, 1997
- Trichotichnus higonis Morita, 1997
- Trichotichnus hingstoni Andrewes, 1930
- Trichotichnus hiranishi Morita, 1997
- Trichotichnus hirasawai Morita, 1997
- Trichotichnus hisakoae Morita, 1997
- Trichotichnus holzschuhi Kirschenhofer, 1992
- Trichotichnus horni Schauberger, 1935
- Trichotichnus hosodai N.Ito, 2005
- Trichotichnus iidesanus N.Ito, 2005
- Trichotichnus imafukui Habu, 1961
- Trichotichnus impunctus Andrewes, 1947
- Trichotichnus imurai Morita, 1997
- Trichotichnus insignangularis N. Ito, 1999
- Trichotichnus isabellinus (Louwerens, 1962)
- Trichotichnus isamutanakai N. Ito, 1996
- Trichotichnus ishidai N. Ito, 1996
- Trichotichnus ishiharai N.Ito, 1994
- Trichotichnus ishikawai Kasahara, 1992
- Trichotichnus javanus Andrewes, 1926
- Trichotichnus jedlickai Schauberger, 1932
- Trichotichnus jizuensis N. Ito, 1998
- Trichotichnus kantoonus Habu, 1961
- Trichotichnus kasaharai Habu, 1983
- Trichotichnus kazuyukii N. Ito, 1999
- Trichotichnus kishimotoi Morita, 1997
- Trichotichnus kisonis Kasahara, 1995
- Trichotichnus klapperichi Jedlicka, 1953
- Trichotichnus knauthi Ganglbauer, 1901
- Trichotichnus kobayashie Habu, 1957
- Trichotichnus kosakai Morita, 1997
- Trichotichnus kryzhanovskii Kataev & N. Ito, 1999
- Trichotichnus kurbatovi Kataev & N. Ito, 1999
- Trichotichnus kurosai Habu, 1973
- Trichotichnus ladakhensis Kirschenhofer, 1992
- Trichotichnus laevicollis Duftschmid, 1812
- Trichotichnus laevis N.Ito, 1997
- Trichotichnus lamprus (Bates, 1886)
- Trichotichnus latemarginatus N. Ito, 1996
- Trichotichnus laticeps Andrewes, 1930
- Trichotichnus lautus (Andrewes, 1947)
- Trichotichnus leptopus Bates, 1883
- Trichotichnus lewisi Schauberger, 1936
- Trichotichnus lindskogi N.Ito, 1996
- Trichotichnus liothorax Schauberger, 1935
- Trichotichnus liparus Andrewes, 1926
- Trichotichnus loebli N. Ito, 1998
- Trichotichnus longitarsis A. Morawitz, 1863
- Trichotichnus lucens (Bates, 1889)
- Trichotichnus luchti Louwerens, 1951
- Trichotichnus lucidus A. Morawitz, 1863
- Trichotichnus lulinensis Habu, 1979
- Trichotichnus maculipennis Baehr, 1997
- Trichotichnus malayanus N.Ito, 2001
- Trichotichnus marginalis (Walker, 1859)
- Trichotichnus marubayashiorum N.Ito, 2005
- Trichotichnus mas (Darlington, 1968)
- Trichotichnus masaohayashii N.Ito, 1991
- Trichotichnus masatakayoshidai N.Ito, 2005
- Trichotichnus medius Darlington, 1968
- Trichotichnus merkli N.Ito, 2002
- Trichotichnus minor N. Ito, 1998
- Trichotichnus miser Tschitscherine, 1897
- Trichotichnus miwai Jedlicka, 1949
- Trichotichnus mixtus Darlington, 1968
- Trichotichnus miyakei Habu, 1980
- Trichotichnus mizunoi N.Ito, 2005
- Trichotichnus modestus Tschitscherine, 1906
- Trichotichnus modus Darlington, 1968
- Trichotichnus mongi Darlington, 1968
- Trichotichnus monticola Kasahara, 1994
- Trichotichnus nanus Habu, 1954
- Trichotichnus narukawai Morita, 1997
- Trichotichnus nenkaoshanensis N. Ito, 1997
- Trichotichnus niger Louwerens, 1951
- Trichotichnus nigricans Schauberger, 1935
- Trichotichnus nigrotibialis N. Ito, 1999
- Trichotichnus nipponicus Habu, 1961
- Trichotichnus nishioi Habu, 1961
- Trichotichnus nitens Heer, 1837
- Trichotichnus nobuyoae N. Ito, 1999
- Trichotichnus noctuabundus Habu, 1954
- Trichotichnus norikoae N.Ito, 2001
- Trichotichnus notabilangulus N. Ito, 1998
- Trichotichnus notabilis N.Ito, 1997
- Trichotichnus oblongus Tschitscherine, 1906
- Trichotichnus obscurus Darlington, 1968
- Trichotichnus obtusicollis Schauberger, 1936
- Trichotichnus ohkurai N. Ito, 1996
- Trichotichnus okawai Morita, 1997
- Trichotichnus opacus N. Ito, 1998
- Trichotichnus oreas Bates, 1891
- Trichotichnus orientalis Hope, 1845
- Trichotichnus ovaliformis N.Ito, 1994
- Trichotichnus pacificatorius Habu, 1954
- Trichotichnus parallelepunctatus Louwerens, 1951
- Trichotichnus parvus N.Ito, 2001
- Trichotichnus pauper Tschitscherine, 1897
- Trichotichnus persimilis N.Ito, 1996
- Trichotichnus petercateii Kirschenhofer, 1992
- Trichotichnus philippensis (Schauberger, 1933)
- Trichotichnus philippinus Jedlicka, 1936
- Trichotichnus piceus N.Ito, 1991
- Trichotichnus pictipennis N.Ito, 2005
- Trichotichnus potanini (Tschitscherine, 1906)
- Trichotichnus probsti Kirschenhofer, 1992
- Trichotichnus pseudocongruus N.Ito, 2001
- Trichotichnus pseudolucens (Schauberger, 1935)
- Trichotichnus punctaticollis N. Ito, 1999
- Trichotichnus rasilis (Darlington, 1970)
- Trichotichnus rimanus Schauberger, 1936
- Trichotichnus robustus N. Ito, 1999
- Trichotichnus sakaii N.Ito, 1996
- Trichotichnus sasajii N.Ito, 2001
- Trichotichnus sataensis Habu & Nakane, 1955
- Trichotichnus satoi N. Ito, 1999
- Trichotichnus schaubergeri N.Ito, 1996
- Trichotichnus sedlaceki (Darlington, 1968)
- Trichotichnus semimas Darlington, 1968
- Trichotichnus semirugosus Darlington, 1968
- Trichotichnus septemtrionalis Habu, 1947
- Trichotichnus seramensis N.Ito, 1998
- Trichotichnus setifer Kataev & N. Ito, 1999
- Trichotichnus shibatai Habu, 1973
- Trichotichnus shikokuensis Kasahara & Y. Ito, 1995
- Trichotichnus silvestris Morita, 1997
- Trichotichnus smetanai Kataev & N. Ito, 1999
- Trichotichnus spinifer Kasahara, 1994
- Trichotichnus storeyi Baehr, 1990
- Trichotichnus straneoi (Louwerens, 1962)
- Trichotichnus subaeneus N.Ito, 1997
- Trichotichnus subcordicollis N.Ito, 1997
- Trichotichnus sugimotoi Habu, 1975
- Trichotichnus sumatrensis Andrewes, 1926
- Trichotichnus szekessyi Jedlicka, 1954
- Trichotichnus taichii Kataev & N. Ito, 1999
- Trichotichnus taiwanus Habu, 1975
- Trichotichnus teradai Habu, 1980
- Trichotichnus tolgae Baehr, 1990
- Trichotichnus tonklii Kirschenhofer, 1992
- Trichotichnus tranquillus Habu, 1954
- Trichotichnus trapezicollis N.Ito, 1997
- Trichotichnus tschitscherini Schauberger, 1936
- Trichotichnus tsurugiyamanus Habu, 1959
- Trichotichnus uenoi Habu, 1969
- Trichotichnus uenorum Kasahara & N.Ito, 1995
- Trichotichnus uenorum Kasahara & Y. Ito, 1995
- Trichotichnus vespertinus Habu, 1954
- Trichotichnus vespertinus Habu, 1954
- Trichotichnus vicinus Tschitscherine, 1897
- Trichotichnus vulgaris Tschitscherine, 1906
- Trichotichnus vulpeculus Say, 1823
- Trichotichnus wansuiensis Habu, 1979
- Trichotichnus watamukiensis N, Ito, 1996
- Trichotichnus wau (Darlington, 1968)
- Trichotichnus yatsuensis Morita, 1997
- Trichotichnus yoriomiyatakei N.Ito, 1998
- Trichotichnus yoshihiroi Morita, 1997
- Trichotichnus yoshiyukii N.Ito, 2005
- Trichotichnus yukihikoi Habu, 1961
- Trichotichnus yunnanus Fairmaire, 1887
- Trichotichnus yushanensis Habu, 1979
- Trichotichnus zabrifommis Schauberger, 1936